# Катержина Сінякова
Катержина Сінякова (чеськ. Kateřina Siniaková, 10 травня 1996) — чеська тенісистка, чемпіонка Ролан-Гарросу, Вімблдону та Олімпійських ігор в парній грі, лідер парного рейтингу WTA.
Катержина Сінякова народилася в родині чешки та росіянина. Її батько, колишній боксер, є водночас її тренером. Сінякова розмовляє чеською, англійською та російською.
На юніорському рівні Катерина посідала 2 сходинку у всесвітньому рейтингу. Особливо успішно вона виступала в парному розряді. Разом із Барборою Крейчиковою вона виграла Відкритий чемпіонат Франції, Вімблдонський турнір та Відкритий чемпіонат США 2013 року.
Свою першу перемогу в турнірах WTA серед дорослих Сінякова здобула на Shenzhen Open 2017 року, а другу на Swedish Open 2017.
Чемпіонкою Ролан Гарросу в парному розряді Сінякова стала на турнірі 2018 року зі своєю партнеркою з юніорських часів Барборою Крейчиковою. Пара відновилася з січня 2018-го. Вона повторила свій успіх на Вімблдоні. 
У жовтні 2018 року пара Сінякова/Крейчикова очолила парний рейтинг WTA.
Виступаючи за Чехію у Fed Cup, Сінякова має співвідношення виграшів-програшів 2-3 (станом на червень 2018).

## Фінали турнірів Великого шолома

### Парний розряд: 12 (10 титулів)
| Результат | Рік  | Турнір              | Поверхня | Партнерка          | Супротивниці                     | Рахунок            |
| --------- | ---- | ------------------- | -------- | ------------------ | -------------------------------- | ------------------ |
| Поразка   | 2017 | US Open             | Хард     | Луціє Градецька    | Чань Юнцзань Мартіна Хінгіс      | 3–6, 2–6           |
| Перемога  | 2018 | French Open         | Ґрунт    | Барбора Крейчикова | Ходзумі Ері Ніномія Макото       | 6-3, 6-3           |
| Перемога  | 2018 | Wimbledon           | Трава    | Барбора Крейчикова | Ніколь Меліхар Квета Пешке       | 6–4, 4–6, 6–0      |
| Поразка   | 2021 | Australian Open     | Хард     | Барбора Крейчикова | Елісе Мертенс Аріна Соболенко    | 2–6, 3–6           |
| Перемога  | 2021 | French Open (2)     | Ґрунт    | Барбора Крейчикова | Бетані Маттек-Сендс Іга Свьонтек | 6–4, 6–2           |
| Перемога  | 2022 | Australian Open     | Хард     | Барбора Крейчикова | Анна Даніліна Беатріс Аддад Майя | 6–7(3–7), 6–4, 6–4 |
| Перемога  | 2022 | Wimbledon (2)       | Трава    | Барбора Крейчикова | Елісе Мертенс Чжан Шуай          | 6–2, 6–4           |
| Перемога  | 2022 | US Open             | Хард     | Барбора Крейчикова | Кеті Макнеллі Тейлор Таунсенд    | 3–6, 7–5, 6–1      |
| Перемога  | 2023 | Australian Open (2) | Хард     | Барбора Крейчикова | Сюко Аояма Ена Сібахара          | 6–4, 6–3           |
| Перемога  | 2024 | French Open (3)     | Ґрунт    | Корі Гофф          | Сара Еррані Жасмін Паоліні       | 7–6(7–5), 6–3      |
| Перемога  | 2024 | Wimbledon (3)       | Трава    | Тейлор Таунсенд    | Габріела Дабровскі Ерін Рутліфф  | 7–6(7–5), 7–6(7–1) |
| Перемога  | 2025 | Australian Open (3) | Тверде   | Taylor Townsend    | Сє Шувей Олена Остапенко         | 6–2, 6–7(4–7), 6–3 |

### Мікст: 1 (1 титул)
| Результат | Рік  | Турнір                                | Поверхня | Партнер    | Супротивники               | Рахунок       |
| --------- | ---- | ------------------------------------- | -------- | ---------- | -------------------------- | ------------- |
| Перемога  | 2025 | Вімблдонський турнір, Велика Британія | Трава    | Сем Вербек | Луїза Стефані Джо Солсбері | 3–6, 6–2, 6–4 |

## Фінали Олімпійських ігор

### Парний розряд: 1 (1 золото)
| Результат | Рік  | Турнір                   | Покриття | Партнерка          | Опоненти                        | Рахунок  |
| --------- | ---- | ------------------------ | -------- | ------------------ | ------------------------------- | -------- |
| Золото    | 2021 | Олімпійські ігри в Токіо | Хард     | Барбора Крейчикова | Белінда Бенчич Вікторія Голубич | 7–5, 6–1 |

### Мікст: 1 (1 золото)
| Результат | Рік  | Турнір                    | Покриття | Партнерка   | Опоненти             | Рахунок          |
| --------- | ---- | ------------------------- | -------- | ----------- | -------------------- | ---------------- |
| Золото    | 2024 | Олімпійські ігри в Парижі | Ґрунт    | Томаш Махач | Ван Сю Чжан Чжичжень | 6–2, 5–7, [10–8] |

## Фінали чемпіонату WTA

### Парний розряд: 4 (1 титул)
| Результат | Рік  | Турнір      | Поверхня      | Партнерка          | Супротивниця                         | Рахунок          |
| --------- | ---- | ----------- | ------------- | ------------------ | ------------------------------------ | ---------------- |
| Поразка   | 2018 | Сингапур    | Хард (у залі) | Барбора Крейчикова | Тімеа Бабош Крістіна Младенович      | 4–6, 5–7         |
| Перемога  | 2021 | Ґвадалахара | Хард          | Барбора Крейчикова | Сє Шувей Елісе Мертенс               | 6–3, 6–4         |
| Поразка   | 2022 | Форт-Ворт   | Хард (у залі) | Барбора Крейчикова | Вероніка Кудерметова · Елісе Мертенс | 2–6, 6–4, [9–11] |
| Поразка   | 2024 | Ер-Ріяд     | Тверде (i)    | Тейлор Таунсенд    | Габріела Дабровскі Ерін Рутліфф      | 5–7, 3–6         |

## Фінали турнірів WTA

### Одиночний розряд 10 (5 титулів, 5 поразок)
| Результат | №   | Дата     | Турнір                                         | Категорія     | Покриття | Супротивниця     | Рахунок                 |
| --------- | --- | -------- | ---------------------------------------------- | ------------- | -------- | ---------------- | ----------------------- |
| Поразка   | 0–1 | Лип 2016 | Swedish Open, Швеція                           | International | Ґрунт    | Лаура Зігемунд   | 5–7, 1–6                |
| Поразка   | 0–2 | Вер 2016 | Japan Women's Open, Японія                     | International | Тверде   | Крістіна Макгейл | 6–3, 4–6, 4–6           |
| Перемога  | 1–2 | Січ 2017 | WTA Shenzhen Open, КНР                         | International | Тверде   | Алісон Ріск      | 6–3, 6–4                |
| Перемога  | 2–2 | Лип 2017 | Swedish Open, Швеція                           | International | Ґрунт    | Каролін Возняцкі | 6–3, 6–4                |
| Поразка   | 2–3 | Січ 2018 | Shenzhen Open, КНР                             | International | Тверде   | Сімона Халеп     | 1–6, 6–2, 0–6           |
| Поразка   | 2–4 | Чер 2021 | Bad Homburg Open, Німеччина                    | WTA 250       | Трава    | Анджелік Кербер  | 3–6, 2–6                |
| Перемога  | 3–4 | 2022     | Banka Koper Slovenia Open, Словенія            | WTA 250       | Тверде   | Олена Рибакіна   | 6–7(4–7), 7–6(7–5), 6–4 |
| Перемога  | 4–4 | Чер 2023 | Bad Homburg Open, Німеччина                    | WTA 250       | Трава    | Лучія Бронцетті  | 6–2, 7–6(7–5)           |
| Поразка   | 4–5 | 2023     | Hong Kong Tennis Open, КНР SAR                 | WTA 250       | Тверде   | Лейла Фернандес  | 6–3, 4–6, 4–6           |
| Перемога  | 5–5 | 2023     | Jiangxi International Women's Tennis Open, КНР | WTA 250       | Тверде   | Маріє Боузкова   | 1–6, 7–6(7–5), 7–6(7–4) |

### Парний розряд 48 (30 титулів, 18 поразок)
| Результат | В-П   | Дата        | Турнір                                            | Tier          | Покриття   | Партнер             | Опоненти                                                     | Рахунок                |
| --------- | ----- | ----------- | ------------------------------------------------- | ------------- | ---------- | ------------------- | ------------------------------------------------------------ | ---------------------- |
| Поразка   | 0–1   | Сер 2014    | Silicon Valley Classic, США                       | Premier       | Тверде     | Пауля Каня          | Гарбінє Мугуруса Карла Суарес Наварро                        | 2–6, 6–4, [5–10]       |
| Перемога  | 1–1   | Вер 2014    | Tashkent Open, Узбекистан                         | International | Тверде     | Александра Крунич   | Маргарита Гаспарян Олександра Панова                         | 6–2, 6–1               |
| Перемога  | 2–1   | Тра 2015    | WTA Prague Open, Чехія                            | International | Ґрунт      | Белінда Бенчич      | Катерина Бондаренко Ева Грдінова                             | 6–2, 6–2               |
| Поразка   | 2–2   | Вер 2015    | Tashkent Open, Узбекистан                         | International | Тверде     | Віра Душевіна       | Гаспарян Маргарита Меликівна Панова Олександра Олександрівна | 1–6, 6–3, [3–10]       |
| Поразка   | 2–3   | Лют 2017    | WTA Taiwan Open, Тайвань                          | International | Тверде     | Луціє Градецька     | Чжань Хаоцін Латіша Чжань                                    | 4–6, 2–6               |
| Поразка   | 2–4   | Бер 2017    | Indian Wells Open, США                            | Premier M     | Тверде     | Луціє Градецька     | Чжань Юнжань Мартіна Хінгіс                                  | 6–7(4–7), 2–6          |
| Поразка   | 2–5   | Кві 2017    | Charleston Open, США                              | Premier       | Ґрунт      | Луціє Градецька     | Бетані Маттек-Сендс Луціє Шафарова                           | 1–6, 6–4, [7–10]       |
| Поразка   | 2–6   | Тра 2017    | Prague Open, Чехія                                | International | Ґрунт      | Луціє Градецька     | Анна-Лена Гренефельд Квета Пешке                             | 4–6, 6–7(3–7)          |
| Поразка   | 2–7   | Вер 2017    | Відкритий чемпіонат США з тенісу, США             | Grand Slam    | Тверде     | Луціє Градецька     | Чжань Юнжань Мартіна Хінгіс                                  | 3–6, 2–6               |
| Поразка   | 2–8   | Січ 2018    | Shenzhen Open, КНР                                | International | Тверде     | Барбора Крейчикова  | Симона Халеп Ірина-Камелія Бегу                              | 6–1, 1–6, [8–10]       |
| Поразка   | 2–9   | Кві 2018    | Відкритий чемпіонат Маямі з тенісу, США           | Premier M     | Тверде     | Барбора Крейчикова  | Ешлі Барті Коко Вандевей                                     | 2–6, 1–6               |
| Перемога  | 3–9   | Чер 2018    | Відкритий чемпіонат Франції з тенісу, Франція     | Grand Slam    | Ґрунт      | Барбора Крейчикова  | Ходзумі Ері Ніномія Макото                                   | 6–3, 6–3               |
| Перемога  | 4–9   | Липень 2018 | Вімблдонський турнір, Велика Британія             | Grand Slam    | Трава      | Барбора Крейчикова  | Ніколь Меліхар Квета Пешке                                   | 6–4, 4–6, 6–0          |
| Поразка   | 4–10  | Жов 2018    | Фінал WTA, Сінгапур                               | Фінали        | Тверде (i) | Барбора Крейчикова  | Тімеа Бабош Крістіна Младенович                              | 4–6, 5–7               |
| Перемога  | 5–10  | Січ 2019    | Sydney International, Австралія                   | Premier       | Тверде     | Александра Крунич   | Ходзумі Ері Аліція Росольська                                | 6–1, 7–6(7–3)          |
| Поразка   | 5–11  | Бер 2019    | Indian Wells Open, США                            | Premier M     | Тверде     | Барбора Крейчикова  | Елісе Мертенс Аріна Соболенко                                | 3–6, 2–6               |
| Перемога  | 6–11  | Сер 2019    | Мастерс Канада, Канада                            | Premier 5     | Тверде     | Барбора Крейчикова  | Анна-Лена Гренефельд Демі Схюрс                              | 7–5, 6–0               |
| Перемога  | 7–11  | Жов 2019    | Linz Open, Австрія                                | International | Тверде (i) | Барбора Крейчикова  | Барбара Гаас Ксенія Кнолль                                   | 6–4, 6–3               |
| Перемога  | 8–11  | Січ 2020    | Shenzhen Open, КНР                                | International | Тверде     | Барбора Крейчикова  | Чжен Сайсай Дуань Їн\'їн                                     | 6–2, 3–6, [10–4]       |
| Поразка   | 8–12  | 2020        | Ladies Linz, Австрія                              | International | Тверде (i) | Луціє Градецька     | Аранча Рус Тамара Зіданшек                                   | 3–6, 4–6               |
| Перемога  | 9–12  | 2021        | Gippsland Trophy, Австралія                       | WTA 500       | Тверде     | Барбора Крейчикова  | Чжань Хаоцін Латіша Чжань                                    | 6–3, 7–6(7–4)          |
| Поразка   | 9–13  | Лют 2021    | Відкритий чемпіонат Австралії з тенісу, Австралія | Grand Slam    | Тверде     | Барбора Крейчикова  | Елісе Мертенс Соболенко Арина Сергіївна                      | 2–6, 3–6               |
| Перемога  | 10–13 | Тра 2021    | Мастерс Мадрид, Іспанія                           | WTA 1000      | Ґрунт      | Барбора Крейчикова  | Габріела Дабровскі Демі Схюрс                                | 6–4, 6–3               |
| Перемога  | 11–13 | Чер 2021    | French Open, Франція (2)                          | Grand Slam    | Ґрунт      | Барбора Крейчикова  | Бетані Маттек-Сендс Іга Свьонтек                             | 6–4, 6–2               |
| Перемога  | 12–13 | 2021        | Теніс на Олімпійських іграх, Японія               | Olympics      | Тверде     | Барбора Крейчикова  | Белінда Бенчич Вікторія Голубич                              | 7–5, 6–1               |
| Перемога  | 13–13 | 2021        | Кубок Кремля, Росія                               | WTA 500       | Тверде (i) | Олена Остапенко     | Надія Кіченок Ралука Олару                                   | 6–2, 4–6, [10–8]       |
| Перемога  | 14–13 | 2021        | WTA Фінали, Мексика                               | WTA Фінали    | Тверде     | Барбора Крейчикова  | Сє Шувей Елісе Мертенс                                       | 6–3, 6–4               |
| Перемога  | 15–13 | 2022        | Melbourne Summer Set, Австралія                   | WTA 250       | Тверде     | Бернарда Пера       | Тереза Мартінцова Маяр Шеріф                                 | 6–2, 6–7(7–9), [10–5]  |
| Перемога  | 16–13 | 2022        | Australian Open, Австралія                        | Grand Slam    | Тверде     | Барбора Крейчикова  | Анна Даніліна Беатріс Аддад Мая                              | 6–7(3–7), 6–4, 6–4     |
| Перемога  | 17–13 | 2022        | German Open, Німеччина                            | WTA 500       | Трава      | Сторм Гантер        | Алізе Корне Джил Тайхманн                                    | 6–4, 6–3               |
| Перемога  | 18–13 | Лип 2022    | Wimbledon, Велика Британія (2)                    | Grand Slam    | Трава      | Барбора Крейчикова  | Елісе Мертенс Чжан Шуай                                      | 6–2, 6–4               |
| Перемога  | 19–13 | Вер 2022    | US Open, США                                      | Grand Slam    | Тверде     | Барбора Крейчикова  | Кеті Макнеллі Тейлор Таунсенд                                | 3–6, 7–5, 6–1          |
| Перемога  | 20–13 | 2022        | Jasmin Open, Туніс                                | WTA 250       | Тверде     | Крістіна Младенович | Като Мію Анджела Куліков                                     | 6–2, 6–0               |
| Поразка   | 20–14 | Лис 2022    | WTA Фінали, США                                   | WTA Фінали    | Тверде (i) | Барбора Крейчикова  | Вероніка Кудерметова Елісе Мертенс                           | 2–6, 6–4, [9–11]       |
| Поразка   | 20–15 | 2023        | Adelaide International, Австралія                 | WTA 500       | Тверде     | Сторм Гантер        | Ейджа Мухаммад Taylor Townsend                               | 2–6, 6–7(2–7)          |
| Перемога  | 21–15 | 2023        | Australian Open, Австралія (2)                    | Grand Slam    | Тверде     | Барбора Крейчикова  | Аояма Сюко Ена Сібахара                                      | 6–4, 6–3               |
| Перемога  | 22–15 | Бер 2023    | Indian Wells Open, США                            | WTA 1000      | Тверде     | Барбора Крейчикова  | Беатріс Аддад Майя Лаура Зігемунд                            | 6–1, 6–7(3–7), [10–7]  |
| Поразка   | 22–16 | 2023        | German Open, Німеччина                            | WTA 500       | Трава      | Маркета Вондроушова | Каролін Гарсія Луїза Стефані                                 | 6–4, 6–7(8–10), [4–10] |
| Перемога  | 23–16 | 2023        | San Diego Open, США                               | WTA 500       | Тверде     | Барбора Крейчикова  | Даніель Коллінз Коко Вандевей                                | 6–1, 6–4               |
| Перемога  | 24–16 | 2024        | Dubai Tennis Championships, ОАЕ                   | WTA 1000      | Тверде     | Сторм Гантер        | Ніколь Меліхар-Martinez Еллен Перес                          | 6–4, 6–2               |
| Поразка   | 24–17 | Бер 2024    | Indian Wells Open, США                            | WTA 1000      | Тверде     | Сторм Гантер        | Сє Шувей Елісе Мертенс                                       | 3–6, 4–6               |
| Перемога  | 25–17 | Чер 2024    | French Open (3)                                   | Grand Slam    | Ґрунт      | Корі Гофф           | Сара Еррані Жасмін Паоліні                                   | 7–6(7–5), 6–3          |
| Перемога  | 26–17 | 2024        | Wimbledon, Велика Британія (3)                    | Grand Slam    | Трава      | Taylor Townsend     | Габріела Дабровскі Ерін Рутліфф                              | 7–6(7–5), 7–6(7–1)     |
| Перемога  | 27–17 | Лип 2024    | Prague Open, Чехія (2)                            | WTA 250       | Ґрунт      | Барбора Крейчикова  | Бетані Маттек-Сендс Луціє Шафарова                           | 6–3, 6–3               |
| Перемога  | 28–17 | 2024        | Guangzhou International Women's Open, КНР         | WTA 250       | Тверде     | Zhang Shuai         | Штоллар Фанні Катажина Пітер                                 | 6–4, 6–1               |
| Поразка   | 28–18 | 2024        | WTA Фінали, Саудівська Аравія                     | WTA Фінали    | Тверде (i) | Taylor Townsend     | Габріела Дабровскі Ерін Рутліфф                              | 5–7, 3–6               |
| Перемога  | 29–18 | 2025        | Australian Open, Австралія (3)                    | Grand Slam    | Тверде     | Taylor Townsend     | Сє Шувей Олена Остапенко                                     | 6–2, 6–7(4–7), 6–3     |
| Перемога  | 30–18 | Лют 2025    | Dubai Tennis Championships                        | WTA 1000      | Тверде     | Тейлор Таунсенд     | Сє Шувей Олена Остапенко                                     | 7–6(7–5), 6–4          |